# Anders Chydenius
Anders Chydenius (født 26. februar 1729, død 1. februar 1803) var en finsk-svensk præst, politiker og økonomisk forfatter.
Chydenius var en usædvanlig praktisk anlagt natur, der ved råd og eksempel fremmede agerbrug, fædrift og husflid blandt sine sognebørn; ved tidens mangel på læger bragtes han også til at udøve en udstrakt sygepleje.
Chydenius har dog navnlig interesse ved sine bemærkelsesværdige, økonomiske afhandlinger. Han er endog (af professor Clas Theodor Odhner) blevet betegnet som "Sveriges talentfuldeste tænker i økonomiske emner". Betydelig opsigt og diskussion i samtiden vakte hans tankerige og velskrevne indlæg Vederläggning etc. mod Stockholms, Åbos og Gefles handelsmonopol. I endnu højere grad blev dette tilfældet med skriftet: Källan till rikets vanmakt (2. udgave udkom 1765), som fremkaldte en mængde modskrifter.
Til forsvar for sine ny og djærvt liberalistiske meninger udgav Chydenius samme år: Den nationale vinsten, indeholdende en redegørelse for disse i usædvanlig koncis og klar form, samt Omständeligt svar etc., der indeholder hans økonomiske system og påviser svaghederne ved den indtil da herskende svensk-finske handelspolitik.
Chydenius' skrifter frembyder i deres bevisføring og deres hovedresultater på en række punkter en mærkelig overensstemmelse med de epokegørende tanker, Adam Smith 11 år senere udviklede i Wealth of nations.
Da Chydenius i 1765 sad i årets Riksdag, vakte han voldsom bevægelse ved sin brochure Rikets hjälp genom en naturlig finance-system, hvis radikalisme overtraf alt, hvad han tidligere havde præsteret af kritik over samtidens økonomiske fejlgreb. Han blev stemplet som landsforræder og afsat fra sin præstelige værdighed.
Chydenius virkede på Rigsdagen for indførelse af trykkefrihed. Hans samlede økonomiske arbejder udkom 1877-80 i Helsingfors, indledet med en levnedsskildring af professor E.G. Palmén.